# Favia veroni
Favia veroni är en korallart som beskrevs av Karl von Moll och George Newton Best 1984. Favia veroni ingår i släktet Favia och familjen Faviidae. IUCN kategoriserar arten globalt som nära hotad. Inga underarter finns listade i Catalogue of Life.